# Razor (berg)
Razor är ett berg i Juliska alperna i nordvästra Slovenien. Med sina 2 601 meter är det ett av de högsta bergen i bergskedjan.